# Hiiu staadion
Hiiu staadion – wielofunkcyjny stadion położony w Estonii, w miejscowości Tallinn. Stadion oraz budynek administracyjny są własnością dzielnicy Nõmme, a zarządcą obiektu jest Nõmme spordikeskus (ang. Nõmme Sports Centre). Aktualna siedziba juniorów z klubu Nõmme Kalju. Odbywają się na nim głównie mecze piłkarskie. Adres stadionu to Pidu tänav 11, Tallinn.
W 2002 roku stadion został poddany kompleksowej renowacji, której koszt wyniósł 8 mln EEK. W 2006 roku sztuczna murawa została zastąpiona murawą trzeciej generacji. Powstał także budynek administracyjny mogący pomieścić 300 osób.
10 września 2011 roku została ustanowiona rekordowa frekwencja, kiedy to 2 730 osób przybyło, aby obejrzeć mecz pomiędzy gospodarzem (Nõmme Kalju) a Florą Tallinn.